# Symphonie no 50 de Mozart
La Symphonie en ré majeur «no 50» K. 161/163/141a est une symphonie du compositeur autrichien Wolfgang Amadeus Mozart, datée de 1772.

## Historique
Les deux premiers mouvements sont tirés de l'ouverture de l'opéra Il sogno di Scipione, K. 126, et le dernier mouvement, K. 161/163, a été composé séparément. Les mouvements sont joués sans interruption.
La Alte Mozart-Ausgabe (publiée en 1879–1882) a attribué les numéros 1–41 aux 41 symphonies numérotées. Les symphonies non numérotées (quelques-unes, dont la K. 161/163, ont été publiées dans les suppléments de la Alte-Mozart Ausgabe jusqu'en 1910) ont parfois reçu les numéros 42 à 56, bien qu'elles aient été écrites avant la Symphonie no 41 (écrite en 1788) de Mozart. La symphonie K. 141a a ainsi reçu le numéro 50 dans cet ensemble.

## Instrumentation
| Instrumentation de la symphonie «no 50»                              |
| Cordes                                                               |
| premiers violons, seconds violons, altos, violoncelles, contrebasses |
| Bois                                                                 |
| 2 flûtes, 2 hautbois                                                 |
| Cuivres                                                              |
| 2 cors en ré, 2 trompettes en ré                                     |
| Percussions                                                          |
| timbales (en ré et la)                                               |

## Analyse de l'œuvre
Introduction de l'Allegro Moderato :
La lecture audio n'est pas prise en charge dans votre navigateur. Vous pouvez télécharger le fichier audio.
Introduction de l'Andante :
La lecture audio n'est pas prise en charge dans votre navigateur. Vous pouvez télécharger le fichier audio.
Introduction du Presto :
La lecture audio n'est pas prise en charge dans votre navigateur. Vous pouvez télécharger le fichier audio.
La symphonie comporte trois mouvements:
1. Allegro Moderato, à , en ré majeur, 135 mesures
2. Andante, à 
, en ré majeur, 69 mesures
3. Presto, à 
, en ré majeur, 159 mesures

Durée: environ 8 minutes

## Source
- (en) Cet article est partiellement ou en totalité issu de l’article de Wikipédia en anglais intitulé « Symphony, K. 141a (Mozart) » (voir la liste des auteurs).